# Анкілоз гомілковостопного суглоба
Анкілоз гомілковостопного суглоба — це патологічне зростання кісткових поверхонь або утворення щільної рубцевої тканини, яке призводить до часткової або повної втрати рухливості гомілковостопного суглоба. Це може бути наслідком травм, запальних захворювань (наприклад, артриту), інфекцій чи хірургічних втручань. Гомілковостопний суглоб є ключовим елементом опорно-рухового апарату, який забезпечує стабільність тіла під час ходьби, бігу та інших фізичних навантажень. Його ураження може значно вплинути на якість життя пацієнта.
Анкілоз – це відсутність рухів у суглобі. Виділяють фіброзний анкілоз, при якому суглобова щілина заповнена фіброзною тканиною (наприклад, при псоріатичному артриті), і кістковий, при якому суглобові кінці сполучені.

## Етіологія та причини

### Травми
1. Переломи кісток гомілки (великогомілкової або малогомілкової) або стопи.
2. Розриви зв’язок, сухожиль або капсули суглоба.
3. Неправильно виліковані травми, що призводять до формування кісткових мостів або рубцевої тканини.

### Запальні захворювання
1. Ревматоїдний артрит: хронічне запалення синовіальної оболонки суглоба, що призводить до деструкції хрящової тканини та утворення анкілозу.
2. Псоріатичний артрит: запалення, що поширюється на суглоби, включаючи гомілковостопний.
3. Анкілозуючий спондилоартрит (хвороба Бехтерєва): системне захворювання, яке призводить до осифікації суглобів

### Дегенеративні процеси
1. Остеоартроз гомілковостопного суглоба: хронічне захворювання, що супроводжується зношуванням хрящової тканини та утворенням остеофітів[1]
2. Хронічні запалення, які призводять до руйнування суглобової щілини[2]

### Інфекції
1. Септичний артрит: інфекційне ураження суглоба, що призводить до руйнування хрящів та кісток.[3]
2. Остеомієліт: інфекційний процес у кістках, який може поширюватися на суглоб.

### Інші причини
1. Довготривала іммобілізація суглоба (наприклад, після травм або операцій).
2. Вроджені аномалії розвитку суглоба.

## Клінічні прояви
1. Обмеження рухливості:
  - Пацієнт не може згинати або розгинати стопу через кісткові зростання або рубцеву тканину
2. Біль:
  - Хронічний біль у суглобі, особливо при спробах руху або навантаженні.
3. Ригідність:
  - Відчуття "заклинювання" суглоба, що ускладнює повсякденні рухи.
4. Деформація:
  - Зміна форми суглоба через кісткові зростання або деформацію хрящів.
5. Хромота:
  - Проблеми з ходьбою через обмеження рухів.
6. Місцеве запалення:
  - Припухлість, покрасніння або підвищена температура шкіри над суглобом.

## Діагностика
1. Клінічне обстеження:
  - Оцінка рухливості суглоба.
  - Перевірка наявності болю та деформацій.
2. Рентгенографія:
  - Виявлення кісткових зростань, звуження суглобової щілини або остеофітів.
3. Комп'ютерна томографія (КТ):
  - Детальна оцінка кісткових структур і зростань. КТ стопи (КТ) дозволяє виявити ранні ознаки анкілозу, оцінити ступінь ураження суглоба та спланувати ефективне лікування.
4. Магнітно-резонансна томографія (МРТ):
  - Виявлення змін у м'яких тканинах, хрящах та судинах (Шапошников Ю. Г., Мартинюк А. В., 2019).
5. Лабораторні аналізи:
  - Якщо причиною є запалення, проводять аналіз крові на маркери запалення (СРБ, ревматоїдний фактор).

## Лікування
1. Консервативне лікування:
  - Фізіотерапія: Вправи для збереження максимальної рухливості суглоба (Скрипник А. В., Борткевич О. П., 2018).
  - Протизапальні препарати: Нестероїдні протизапальні засоби (НПЗЗ) для зменшення болю та запалення.
  - Ін’єкції кортикостероїдів: Для зменшення запалення у суглобі.
  - Ортопедичні пристосування: Використання спеціального взуття або ортезів для полегшення ходьби.
2. Хірургічне лікування:
  - Артродез: Хірургічне з’єднання кісток суглоба для стабілізації та зняття болю. Це призводить до повної втрати рухливості, але зменшує дискомфорт (Riegger-Krugh C., Keysor J. J., 2018).
  - Ендопротезування: Заміна ушкодженого суглоба на штучний імплант. Цей метод дозволяє відновити часткову рухливість (Giannoudis P. V., Tzioupis C., Almalki T., Buckley R., 2016).
  - Усунення кісткових зростань: Видалення зростань для покращення рухливості.
3. Реабілітація:
  - Після операції важливо проводити курс фізіотерапії для відновлення м’язового тонусу та покращення функціональності суглоба (Khan K. M., Scott A., 2019).

## Прогноз
Прогноз залежить від причини анкілозу та своєчасності лікування:
- При ранньому виявленні та консервативному лікуванні можливо зберегти часткову рухливість.
- У разі запущених випадків або значного пошкодження суглоба хірургічне втручання є єдиним способом покращення якості життя.

## Профілактика
- Уникати травм гомілковостопного суглоба.
- Лікувати запальні захворювання на ранніх стадіях.
- Зберігати активний спосіб життя для підтримки здоров’я суглобів.
- Вживати продукти, багаті кальцієм і вітаміном D, для підтримки кісткової системи (Поворознюк В. В., Ткаченко Ю. В., 2020).